# Albert Herrmann (Filmschaffender)
Moses Albert Herrmann (* 23. Juli 1866 in Culmsee; † 5. Oktober 1927 in Berlin) war ein deutscher Opernintendant und Filmschaffender der Stummfilmzeit.

## Leben
Der Sohn des Fabrikanten Philipp Herrmann und seiner Frau Lina, geb. Braun, absolvierte das Königliche Real-Gymnasium in Berlin und wurde zunächst Kaufmann, bevor er als Journalist unter anderem für das Berliner Tageblatt und die Deutsche Musik-Zeitung schrieb. Zudem verfasste er Theaterstücke, die unter anderem in Berlin und Basel aufgeführt wurden. Nach rund 20 Jahren Tätigkeit im Opernbereich – Herrmann war unter anderem Leiter der Internationalen Opern-Tourneen – wandte er sich dem Film zu. Er gründete 1912 die Filmproduktionsfirma Arminius-Film, mit der er vorwiegend Komödien produzierte. Seine Erfindung des „Kinematographierten Bilder-Rätsels“ erhielt einen gerichtlich eingetragenen Musterschutz. Ab 1924/1925 arbeitete Herrmanns Arminius-Film mit Wolfgang Kaskeline zusammen, der für die Arminius-Film zahlreiche Werbefilme realisierte. Unter anderem entstand der Film Im Kaffernland, ein Kurztrickfilm für Inhoffens Bärenkaffee.
Von 1911 bis zur Scheidung 1918 war Albert Herrmann mit Irma Eckstein verheiratet. Er starb 1927 in seiner Wohnung in Berlin-Lichterfelde.

## Filmografie (Auswahl)
- 1917: Albert geht hamstern
- 1918: Satan in der Tinte
- 1920: Alberts Verjüngungskur
- 1921: Albert kriegt seine Reinigung
- 1922: Duftrausch
- 1922: Alberts Schutzpatrone
- 1922: Wurst wider Wurst
- 1923: Die Sympathie-Kur
- 1923: Das Wunder-Ei
- 1924: Aus einer alten Chronik
- 1924: Löwen
- 1924: Das Publikum soll raten!
- 1924: Im Kaffernland
- 1924: Dr. Bill, der Spiritist
- 1925: Drei Fragen an das Schicksal
- 1926: Bubischlauköpfchen
- 1927: Alberts Verwöhnungstrick
- 1927: Liebe auf Eis